# Seminario Mayor Santo Tomás de Aquino
El Seminario Mayor Santo Tomás de Aquino, es un instituto de formación sacerdotal, ubicado en la ciudad de Maracaibo, Venezuela, de allí egresan los sacerdotes que ejercen el apostolado en la arquidiócesis de Maracaibo.

## Historia[1][2]
El Seminario de Maracaibo empieza con el traslado de seminario Conciliar de la diócesis de “Mérida de Maracaibo”, de la ciudad de Mérida a nuestra ciudad, obra impulsada por Mons. Rafael Lasso de la Vega, Obispo Diocesano.
El 28 de julio de 1897 fue creada la nueva diócesis del Zulia bajo el pontificado de S.S. León XIII, nombrando como primer obispo a Mons. Dr. Francisco Marvez quien realiza el primer intento de Seminario con un grupo de jóvenes que se preparaban para el sacerdocio en la sacristía de la Iglesia parroquial de Santa Bárbara, esta responsabilidad recae sobre el Padre Carlos Flores.
En el año 1925, llegan por primera vez los padres Eudistas a Maracaibo; se les encomienda la responsabilidad de dirigir el seminario Diocesano. Es nombrado Rector el Rvdo. P. Antonio Gastón, C. J. M.
Es en el 1 de octubre de 1983 que toma forma el Seminario con Mons. Domingo Roa Pérez, Arzobispo de Maracaibo quien funda el seminario Mayor Arquidiocesano de Maracaibo “Santo Tomás de Aquino”. Su sede fue en las instalaciones de la granja escuela “Ciudad Cantores, vía hacia el Mojan, municipio Mara. El acto de fundación se realiza en la Catedral de Maracaibo el día 1 de octubre. Como primer rector es nombrado el Pbro. Eduardo Ortigoza junto a un equipo del clero diocesano.

## Formación sacerdotal
El Seminario Mayor Santo Tomás de Aquino brinda a los candidatos al sacerdocio la oportunidad de formarse académicamente tanto en estudios filosóficos como teológicos.
Los estudios son realizados en la  Universidad Católica Cecilio Acosta
Uno de los objetivos de los estudios filosóficos son crear "un terreno insustituible de encuentro y de diálogo entre los creyentes y los no creyentes. A este respecto, ella tiene un valor pastoral muy evidente. Es, por tanto, absolutamente inadmisible que un sacerdote católico, llamado a ejercer su ministerio dentro de la sociedad pluralística, en la que se debaten fundamentales problemas filosóficos a través de todos los medios de comunicación social y a todos los niveles culturales, sea incapaz de mantener un inteligente intercambio de puntos de vista con los no cristianos acerca de las cuestiones fundamentales que tocan de cerca tanto su fe personal, cuanto los problemas más candentes del mundo" (Documento <La enseñanza de la filosofía en los seminarios>)
De igual manera los estudios filosóficos en la formación sacerdotal aspira a que los candidatos puedan desarrollar un núcleo de verdades que desarrollen las siguientes certezas:
- Que el conocimiento humano está en grado de captar, en las realidades contingentes, verdades objetivas y necesarias, y de llegar así a un realismo crítico, punto de partida de la ontología;

- Que es posible construir una ontología realística, que destaque los valores trascendentales y termine en la afirmación de un Absoluto personal y creador del universo;

- Que es igualmente posible una antropología que salvaguarde la auténtica espiritualidad del hombre, que conduzca a una ética teocéntrica y trascendente con relación a la vida terrena, al mismo tiempo que abierta a la dimensión social del hombre.

Objetivo de la etapa para los estudios teológicos y la formación específica presbiteral
Perfil general de la etapa formativa:
1. PRIMER AÑO TEOLÓGICO: Formarse en el espíritu del ministerio presbiteral y eclesial, tomando en cuenta que es la etapa de la confirmación y consolidación de la decisión vocacional, como aspecto fundamental en la congruencia entre actitudes y hechos concretos.
2. SEGUNDO AÑO TEOLÓGICO: Formarse en el espíritu del ministerio presbiteral y eclesial, actuando con coherencia y entrega tanto a las exigencias de la comunidad del seminario, como en sus actividades apostólicas.
3. TERCER AÑO TEOLÓGICO: Formarse en el espíritu del ministerio presbiteral y eclesial, afinando definitivamente su llamado y correspondencia sacerdotal, aclarando toda inseguridad o aspecto dudoso en torno a la vocación, madurez humana-afectiva, espiritual, celibato, servicio pastoral, pobreza, castidad y obediencia.
4. CUARTO AÑO TEOLÓGICO: Formarse en el espíritu del ministerio presbiteral y eclesial, en comunión e identificación total con Cristo Pastor, para de esta manera ser signos de la santificación e instrumento de la Caridad Pastoral a través del servicio de la enseñanza, la vida litúrgica y la conducción de la Comunidad cristiana hacia la construcción del Reino.

## Rector
1. Pbro. Jorge Dos Pasos

## Vicerrectores
1. Pbro. José Enrique Varela
2. Pbro. Renzo Gotera